# Mathidhoo
Mathidhoo est une petite île inhabitée des Maldives. 

## Géographie
Mathidhoo est située dans le centre des Maldives, à l'Est de l'atoll Kolhumadulu, dans la subdivision de Thaa. 